# Phaonia tenuirostris
Phaonia tenuirostris är en tvåvingeart som först beskrevs av Stein 1907.  Phaonia tenuirostris ingår i släktet Phaonia och familjen husflugor. Inga underarter finns listade i Catalogue of Life.